# Rafael Pinchasi

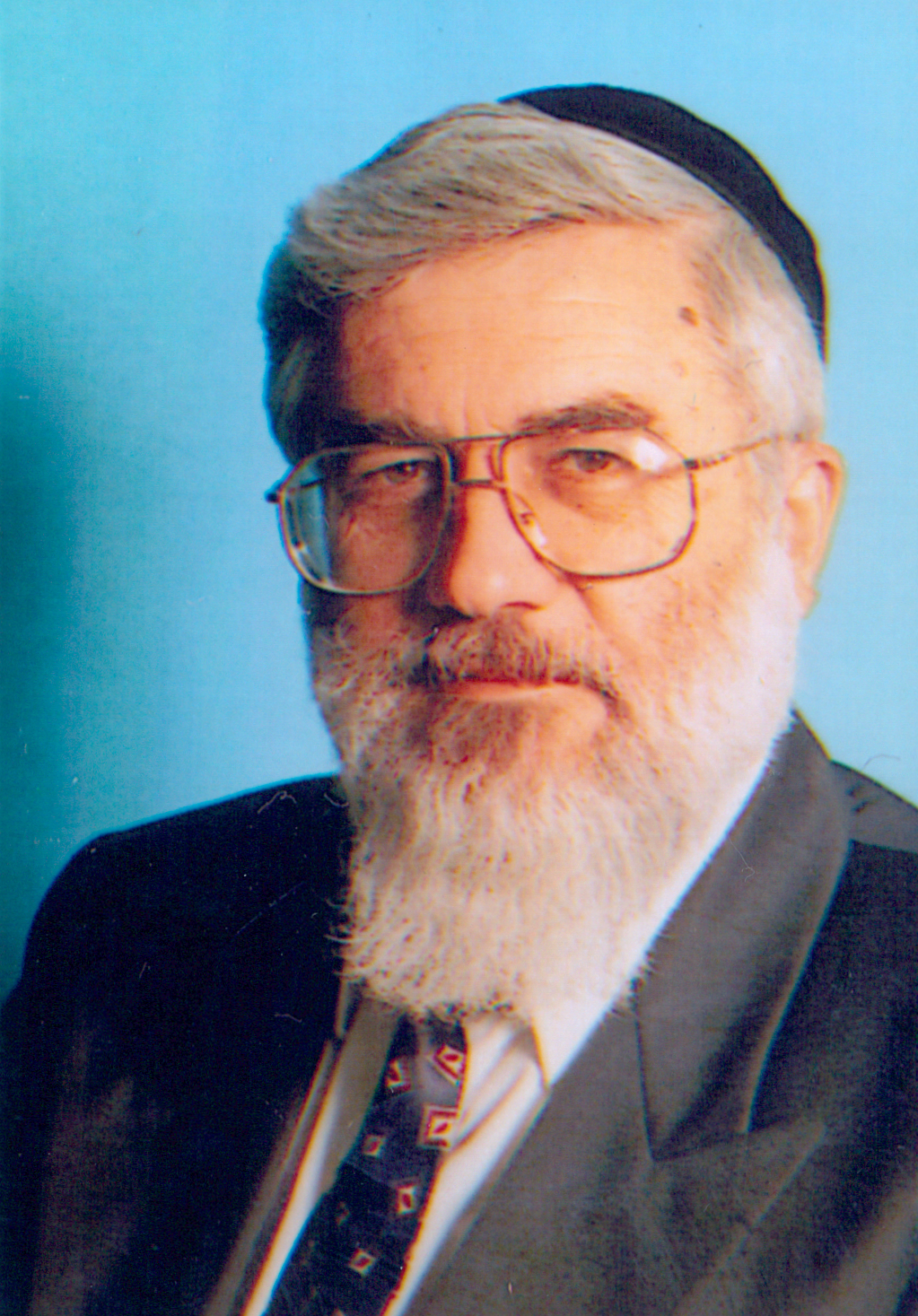
Raphael Pinchasi

Rafael Pinchasi (hebräisch רפאל פנחסי‎; * 1940 in Kabul, Königreich Afghanistan) ist ein ehemaliger israelischer Politiker, der einige Ministerposten innehatte.
Pinchasi war vom 2. Dezember 1985 bis zum 22. Dezember 1988 stellvertretender Minister für Wohlfahrt und Soziale Dienste, vom 15. Januar 1990 bis zum 11. Juni 1990 stellvertretender Minister für innere Angelegenheiten, vom 11. Juni 1990 bis zum 13. Juli 1992 Minister für Kommunikation, vom 4. August 1992 bis zum 31. Dezember 1992 stellvertretender Minister für Finanzen und vom 31. Dezember 1992 bis zum 14. September 1993 stellvertretender Minister für Dienstleistungen zur Religionsausübung.

## Leben
Rafael Pinchasis Familie wanderte im Jahre 1950 nach Israel ein. Er zählte zu den Gründern der Partei Shas und war stellvertretender Bürgermeister von Bnei Brak. 1984 wurde er Knessetabgeordneter auf der Wahlliste von Shas und wurde am 2. Dezember 1985 zum stellvertretenden Minister für Wohlfahrt und Soziale Dienste ernannt; dieses Amt hatte er bis zum 22. Dezember 1988 inne. Bei den Wahlen im Jahre 1988 behielt er seinen Sitz und wurde Parlamentspräsident. Am 15. Januar 1990 wurde er zum stellvertretenden Minister für innere Angelegenheiten ernannt, wobei er dieses Amt bis zum 11. Juni 1990 behielt. Am 11. Juni desselben Jahres wurde er wieder zum Minister für Kommunikation ernannt. Er übte dieses Amt jedoch lediglich bis zum 13. Juli 1992 aus, da bereits die israelischen Wahlen für das Jahre 1992 begonnen hatten. Bei den Wahlen 1992 wurde er in seinem Mandat bestätigt und wurde daraufhin am 4. August desselben Jahres zum stellvertretenden Minister für Finanzen ernannt. Er behielt dieses Amt, bis er am 31. Dezember 1992 zum stellvertretenden Minister für Dienstleistungen zur Religionsausübung ernannt wurde, dieses Amt hatte er bis zum 14. September 1993 inne. Pinchasi wurde im September 1993 gezwungen seinen Sitz aufzugeben, nachdem er durch das Oberste Gericht in Israel wegen falscher Angaben verurteilt wurde, ein Vergehen, das als moralisch verwerflich („moral turpitude“) galt. Er wurde 1996 wiedergewählt, verlor jedoch seinen Sitz bei den Wahlen 1999. 2008 wurde er zum Vorsitzenden des Tel Aviver Friedhofsrates ernannt.